# Maena Juan Marquès
Maena Juan Marquès (Palma, 9 de novembre 1932 – 5 d'agost de 2019) fou una activista social, feminista i marxista mallorquina.
Va néixer el 9 de novembre de 1932 a la plaça de les tortugues de Palma. Ho va fer dins una família nombrosa i rica. El seu besavi fou Vicente Juan Rosselló que es casà amb la filla del propietari de la fàbrica de teixits Can Ribas. Gràcies a la seva expansió i a la indústria es convertiren en la tercera família de Mallorca amb més anomenada. Precedits per la família March i la Salas. Va estudiar en el Col·legi de les Monges de la presentació del Pont d'Inca. Es va formar a La Falange convertint-se en infermera oficial. Després va estudiar assistència social, formant part de la primera promoció d'assistents socials a Mallorca.
Va pertànyer a Acció Catòlica, una institució que amb la perspectiva dels anys la trobaria molt clàssica però que li va obrir un nou món i aprendre a parlar en públic. Va ser la presidenta d'acció catòlica de Sant Nicolau durant molts d'anys. Ha estat membre de l'Institut de Missioneres Seculars. La seva fe l'acompanyà tota la seva vida tot i que va anar evolucionant a mesura que coneix la teologia de l'Alliberament i la teologia feminista.
Va combinar les seves idees cristianes amb la política, va simpatitzar amb les idees de Bandera Roja i del Partit Comunista, el Partit Socialista Popular de Tierno Galván i va lluitar sempre perquè un altre món, una altra Mallorca i una altra església fossin possibles

## Mar Sis
El 1966 va fundar Mar Sis que en els seus orígens era una residència per a al·lotes estudiants que venies a Palma. Poc a poc va esdevenir en una associació cultural amb l'objectiu d'acollir iniciatives sindicals, culturals, laborals etc. i que constitueix un dels grups de la coordinadora de comunitats cristianes.

## Fundació de Serveis de Cultura per al Poble
El 1977 va crear Fundació de Serveis de Cultura per al Poble. Inicialment tenia la seu a Mar Sis i posteriorment es va traslladar al carrer Francesc de Borja Moll. Des d'ella s'han finançat molts de projectes culturals a barriades, tertúlies, conferències... Alguns d'ells: 
- Una revista, com un TBO que va escriure Guillem d'Efak sobre la història de Mallorca.
- "Les converses de Son Roca" on es reunien un pic cada mes. Hi participaren personatges com: Felix Pons, Bernat Riutort, Miquel Àngel Llauger, Aina Genovart, Esperança Bosch...
- Ona una revista progressista de Mallorca

Els darrers anys de la seva vida segueix participant de manera intensa en el món socialcom a membre de ATTAC Mallorca. Mor el mes d'agost de 2019 a Palma.